# Ballenstedt
Ballenstedt é um município da Alemanha, situado no distrito de Harz, no estado de Saxônia-Anhalt. Tem 86,61 km² de área, e sua população em 2019 foi estimada em 8.846 habitantes.